# Chaetopsis grisea
Chaetopsis grisea är en svampart som först beskrevs av Christian Gottfried Ehrenberg, och fick sitt nu gällande namn av Pier Andrea Saccardo 1882. Chaetopsis grisea ingår i släktet Chaetopsis, divisionen sporsäcksvampar och riket svampar.   Inga underarter finns listade i Catalogue of Life.